# Alexandr Berkutov
Viacheslav Ivanov –en ruso, Александр Беркутов– (21 de mayo de 1933-7 de noviembre de 2012) fue un deportista soviético que compitió en remo.
Participó en dos Juegos Olímpicos de Verano en los años 1956 y 1960, obteniendo dos medallas, oro en Melbourne 1956 y plata en Roma 1960. Ganó seis medallas en el Campeonato Europeo de Remo entre los años 1954 y 1961.
Se retiró en 1961 para convertirse en entrenador. En 1972, sustituyó a Yuri Tiukalov como seleccionador del equipo soviético de remo. Desde 1990 hasta su fallecimiento, fue profesor en la Universidad Estatal de Educación Física, Deporte, Juventud y Turismo.

## Palmarés internacional
| Juegos Olímpicos   | Juegos Olímpicos         | Juegos Olímpicos  | Juegos Olímpicos |
| Año                | Lugar                    | Medalla           | Prueba           |
| ------------------ | ------------------------ | ----------------- | ---------------- |
| 1956               | Melbourne (Australia)    | Medalla de oro    | Doble scull      |
| 1960               | Roma (Italia)            | Medalla de plata  | Doble scull      |
| Campeonato Europeo |                          |                   |                  |
| Año                | Lugar                    | Medalla           | Prueba           |
| 1954               | Ámsterdam (Países Bajos) | Medalla de bronce | Scull individual |
| 1956               | Bled (Yugoslavia)        | Medalla de oro    | Doble scull      |
| 1957               | Duisburgo (RFA)          | Medalla de oro    | Doble scull      |
| 1958               | Poznań (Polonia)         | Medalla de oro    | Doble scull      |
| 1959               | Mâcon (Francia)          | Medalla de oro    | Doble scull      |
| 1961               | Praga (Checoslovaquia)   | Medalla de oro    | Doble scull      |